# Serranía de Ronda

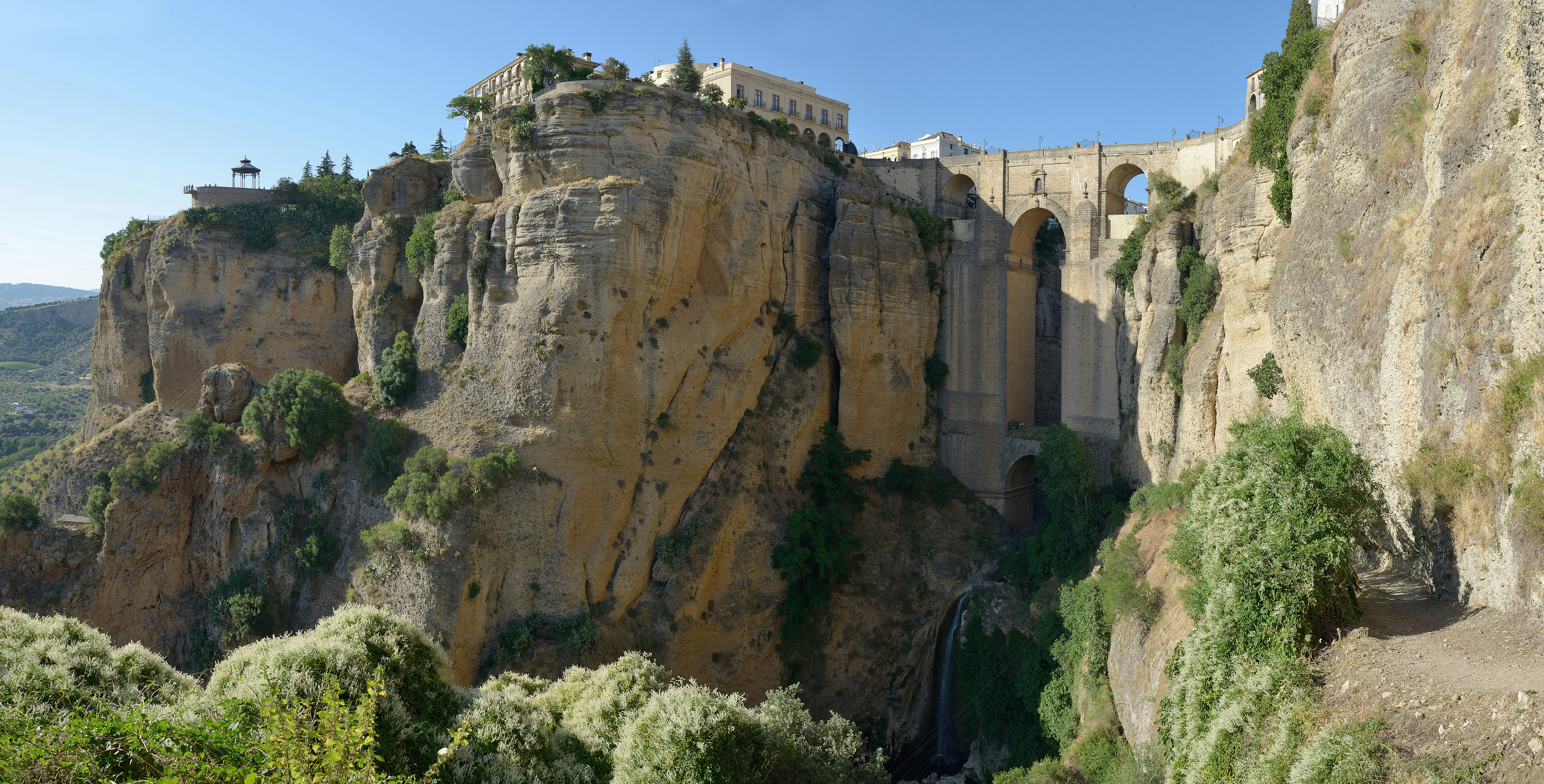
Tajo de Ronda

La Serranía de Ronda es una de las nueve comarcas administrativas de la provincia de Málaga, en la comunidad autónoma de Andalucía (España). Está situada en el corazón del sistema montañoso conocido como Serranía de Ronda, a caballo entre Cádiz y Málaga.
De acuerdo con la división comarcal de la Diputación de Málaga, la comarca de la Serranía de Ronda limita al noreste con la comarca del Guadalteba; al este, con la comarca de la Sierra de las Nieves; al sur, con la Costa del Sol Occidental; y al oeste y al norte, con las comarcas de la Sierra de Cádiz y el Área Metropolitana de Jerez en la provincia de Cádiz.
Según la división comarcal de la Diputación de Málaga, la comarca está compuesta por 22 municipios, si bien, tradicionalmente y según otras definiciones, también se incluirían los municipios de El Burgo y Cuevas del Becerro, integrados en las comarcas de la Sierra de las Nieves y Guadalteba respectivamente.
Existen evidencias de vida humana en esta comarca desde la prehistoria.

## Municipios

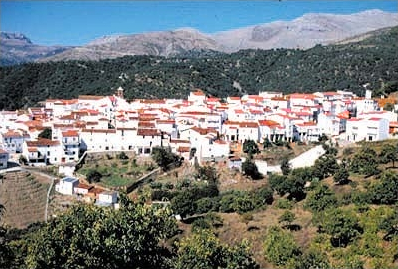
Faraján.

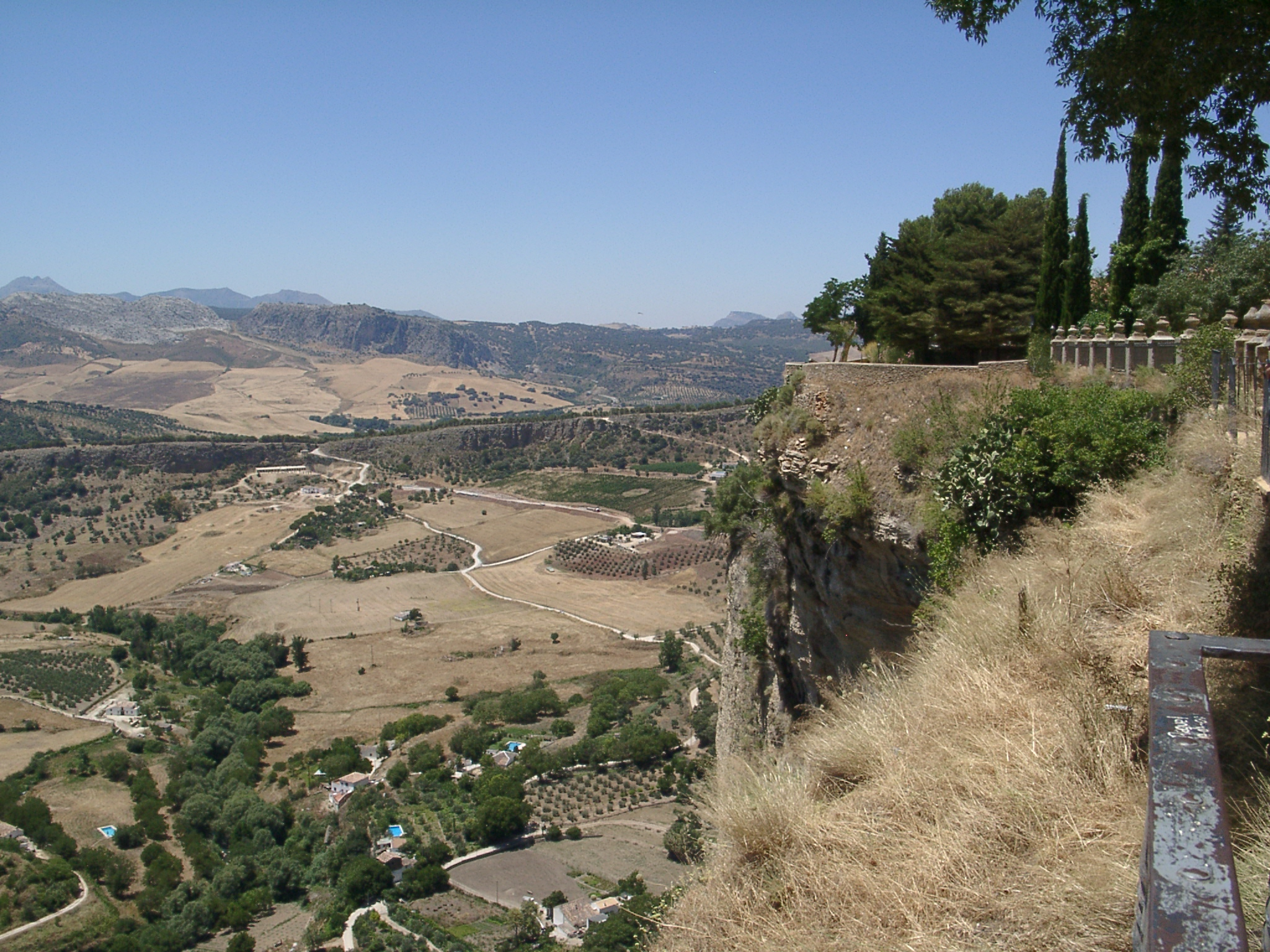
Paisaje rondeño.

Los municipios que forman la comarca admnistrativa son:
| Escudo                          | Nombre                          | Población (2022) | Superficie (km²) | Densidad (hab./km²) |
| ------------------------------- | ------------------------------- | ---------------- | ---------------- | ------------------- |
|                                 | Ronda                           | 33 401           | 397,66           | 84                  |
|                                 | Arriate                         | 4110             | 8,27             | 497                 |
|                                 | Cortes de la Frontera           | 2986             | 175,34           | 17                  |
|                                 | Gaucín                          | 1608             | 98,26            | 16,4                |
|                                 | Benaoján                        | 1459             | 32               | 45,6                |
|                                 | Montejaque                      | 938              | 45,47            | 20,6                |
|                                 | Algatocín                       | 826              | 19,72            | 41,9                |
|                                 | Igualeja                        | 729              | 43,87            | 16,6                |
|                                 | Montecorto                      | 582              | 54,5             | 10,7                |
|                                 | Jubrique                        | 545              | 39,33            | 13,9                |
|                                 | Benarrabá                       | 446              | 24,9             | 17,9                |
|                                 | Benalauría                      | 434              | 19,75            | 22                  |
|                                 | Jimera de Líbar                 | 403              | 27,18            | 14,8                |
|                                 | Genalguacil                     | 393              | 31,87            | 12,3                |
|                                 | Pujerra                         | 274              | 24,39            | 11,2                |
|                                 | Parauta                         | 272              | 44,49            | 6,1                 |
|                                 | Faraján                         | 270              | 20,41            | 13,2                |
|                                 | Alpandeire                      | 266              | 31,25            | 8,5                 |
|                                 | Cartajima                       | 256              | 21,47            | 11,9                |
|                                 | Júzcar                          | 247              | 33,66            | 7,3                 |
|                                 | Benadalid                       | 239              | 20,68            | 11,6                |
|                                 | Atajate                         | 183              | 10,9             | 16,8                |
| Comarca de la Serranía de Ronda | Comarca de la Serranía de Ronda | 50.867           | 1.225,37         | 41,51               |

## Comarca natural
La Serranía de Ronda es también la denominación de una comarca natural cuyo ámbito territorial difiere del administrativo, pues abarca parte de las provincias de Málaga, Cádiz y Sevilla. Se extiende desde el río Guadalhorce al este; al norte, lindando con la comarca de Antequera; al noroeste, con las arcillas versicolores y las colinas de Olvera y de Pruna; con la zona de Grazalema, Ubrique y el Parque Natural de los Alcornocales hasta el Estrecho por el oeste; y por el sur, hasta Sierra Bermeja, que llega prácticamente al mar, la sierra Blanca de Marbella y la sierra de Mijas.